# Natuurpark Jandía

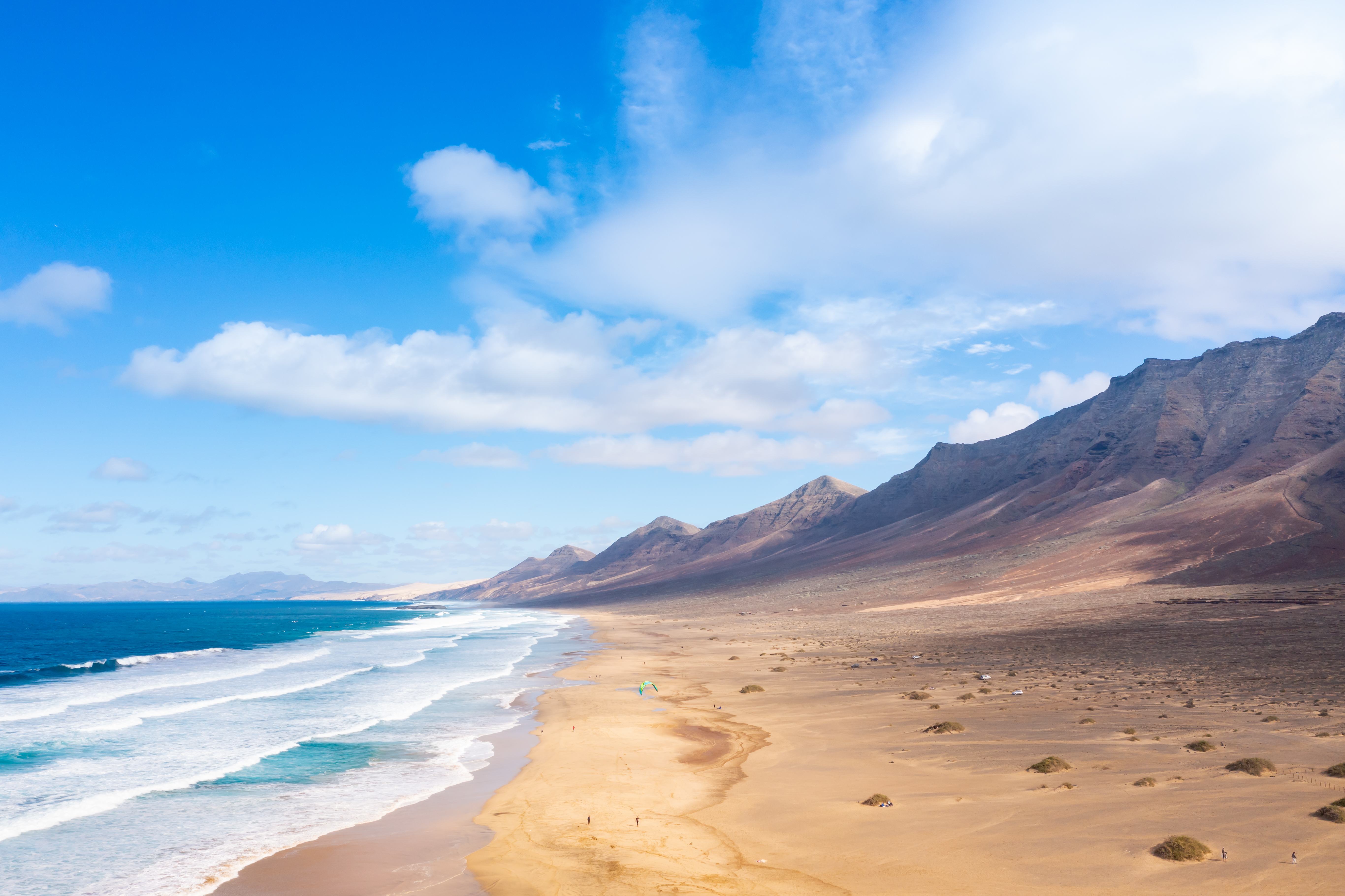

Het Natuurpark Jandía (Spaans: Parque natural de Jandía) is een natuurpark op het schiereiland Jandía op  Fuerteventura (Canarische Eilanden) in Spanje. Het natuurpark werd opgericht in 1987 en is  14318,5 hectare groot. Het natuurpark omvat bergen, kloven, stranden.